# 俄国共产党（布尔什维克）第九次代表大会

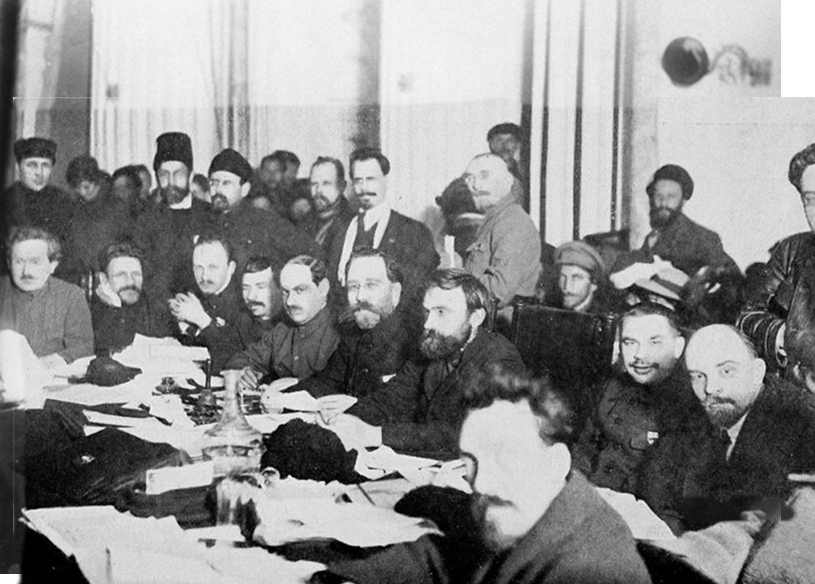
主席团

俄国共产党（布尔什维克）第九次代表大会（俄语：Девятый съезд Российской коммунистической партии (большевиков)），简称俄共（布）九大（IX съезд РКП(б)），于1920年3月20日至4月5日在莫斯科召开。
此次代表大会的由弗拉基米尔·列宁在莫斯科大剧院致开幕词，接下来的会议在克里姆林宫召开。参加此次会议的有715名代表，其中553人拥有投票权，162人只有发言权但没有投票权。
此次会议上选举产生了俄国共产党（布尔什维克）的第9届中央委员会。